# International Young Physicists’ Tournament
Das International Young Physicists’ Tournament (IYPT) („Physik-Weltmeisterschaft“) ist ein internationaler Wettbewerb, der zwischen Teams weiterführender Schulen ausgetragen wird. Die Schüler sollen komplizierte wissenschaftliche Fragestellungen lösen, diese in überzeugender Form präsentieren und in Diskussionen (Physics Fights) verteidigen.

## Ablauf

### Aufgabenstellung
Jährlich werden 17 Aufgaben (sogenannte Problems) von einem internationalen Komitee (International Organizing Committee) festgelegt. Die Aufgaben stammen aus vielen Bereichen der Physik und sind oft auch fächerübergreifend.

Dabei handelt es sich nicht um Aufgaben, zu denen fertige Lösungen oder Lösungswege existieren. Vielmehr handelt es sich um bewusst „offen“ formulierte Problemstellungen. Es sind Aufgaben, die unter verschiedenen Blickwinkeln und mit verschiedenen Herangehensweisen betrachtet werden können. Die Teilnehmer sollen in der Vorbereitungsphase gemeinsam mit ihrem Betreuer versuchen, sich Wissen über die gestellten Problems anzueignen. Dabei sind grundsätzlich alle denkbaren Methoden erlaubt und erwünscht. Der Sinn dieser Art von Aufgabenstellungen ist es, die Teilnehmer in die Situation eines Forschers zu versetzen, der ebenfalls mit ihm unbekannten Problemen und Fragen konfrontiert ist.
Die Problems für das IYPT werden daher bereits ca. ein Jahr vor dem eigentlichen Wettbewerb öffentlich bekanntgegeben. Das gibt den Teilnehmern ausreichend Zeit für Experimente, Literatur- und Internet-Recherche, ggf. ein Gespräch mit einem Experten etc. Teamarbeit und Organisationstalent spielen dabei natürlich eine wichtige Rolle.

### Vorbereitungsphase
Einer der wichtigsten Aspekte ist die Vorbereitung auf das Turnier. Sie verfolgt zwei hauptsächliche Ziele: Einerseits sollen sich die Teilnehmer ein möglichst großes Hintergrundwissen über die Aufgabenstellungen aneignen. Dieses ist notwendig um in einer Diskussion sattelfest zu sein und entweder den eigenen Standpunkt gut verteidigen zu können, oder den gegnerischen Standpunkt zu kritisieren. Andererseits liegt natürlich das Hauptaugenmerk auch darauf, alles was man zu einer Aufgabe herausgefunden hat irgendwie in eine gute Präsentation zu verpacken.

## Das Turnier
Das Turnier selbst besteht aus mehreren Runden, genannt Physics Fights oder nur kurz Fights. Zuerst finden die sogenannten Selective Fights statt. Diese sind in etwa vergleichbar mit den „Gruppenspielen“ bei Fußballturnieren. An den Selective Fights nehmen alle Teams teil. Seit der letzten großen Regel-Reform im Jahr 2001 werden beim IYPT fünf Selective Fights abgehalten. Die nach den Selective Fights punktemäßig bestgereihten Teams steigen ins Finale auf, in welchem schlussendlich das Gewinner-Team bestimmt wird.

### Die Selective Fights
Zu Beginn des Turniers findet eine Auslosung statt, bei der Gruppen zu je drei Teams gebildet werden. Falls die Gesamtzahl der Teams nicht durch drei teilbar ist, so werden eine oder zwei Vierer-Gruppen gebildet.
Jede dieser Gruppen führt dann (zeitlich parallel) den ersten Selective Fight durch. Gemäß einem vor der Auslosung bekannten Schema wechseln die Teams dann die Gruppen, so dass nicht in allen Fights ständig dieselben Teams gegeneinander antreten. Dieser Vorgang wiederholt sich, bis alle Selective Fights durchgeführt wurden.

### Struktur eines Fights
Ein Fight unterteilt sich in drei oder vier sogenannte „Stages“, je nachdem ob drei oder vier Teams daran teilnehmen. Das kommt daher, dass während einer Stage jedes Team eine spezifische Rolle hat. Diese Rollen werden dann nach jeder Stage durchgewechselt, so dass nach drei (bzw. vier) Stages jedes Team jede Rolle genau einmal innehatte.
Die Rollen sind:
- Reporter
- Opponent
- Reviewer
- nur bei Vierer-Gruppen: Observer

Auf die genaue Bedeutung dieser Rollen wird in der Erklärung des Ablaufs einer Stage näher eingegangen.

### Ablauf einer Stage
Eine sogenannte „Stage“ ist ein Teil eines Fights, vergleichbar mit beispielsweise einem einzelnen „Durchgang“ eines Ski-Rennens. Eine Stage dauert ca. 45–55 Minuten und wird ohne Unterbrechung durchgeführt. Zwischen den einzelnen Stages eines Fights sind dagegen jeweils ca. 5–15 Minuten Pause, je nach zur Verfügung stehender Zeit, üblich.
Am Beginn einer Stage stellen sich üblicherweise die Teams und die Juroren kurz vor, und der Vorsitzende der Jury verliest die Verteilung der Rollen (Reporter, Opponent, Reviewer, Observer) für die bevorstehende Stage.
Nach diesem informellen Teil beginnt die eigentliche Stage, deren Ablauf durch die Regeln präzise festgelegt ist. Jede der nachfolgend beschriebenen Phasen hat eine genau festgelegte maximale Zeit, die sie dauern darf. Die Einhaltung dieser Zeiten wird genau überwacht. Als Hilfestellung gibt es einen eigenen Monitor, auf dem die verbleibende Zeit für alle deutlich sichtbar graphisch dargestellt wird.
Die nachfolgenden Erklärungen sollen nur die Struktur und Abfolge der Ereignisse wiedergeben. Für eine genaue Übersicht über die zeitlichen Regelungen wird auf die offiziellen Turnier-Regeln verwiesen, welche auf der Website des IYPT nachgelesen werden können.
Nach der erwähnten Vorstellung beginnt die eigentliche Stage damit, dass das Opponent-Team eines der 17 Problems auswählt und das Reporter-Team auffordert seine Lösung zu diesem Problem zu präsentieren. Das Reporter-Team kann die Aufgabe annehmen oder auch ablehnen. In diesem Fall muss das Opponent-Team eine andere Aufgabe auswählen. Dies wird wiederholt, solange, bis eine Aufgabe vom Reporter-Team angenommen wird. Zu häufiges Ablehnen (öfter als 3×) von Aufgaben während des gesamten Turniers führt allerdings zu Punkteabzügen für das Reporter-Team.
Wurde die Aufgabe für die Stage ausgewählt folgt eine fünfminütige Vorbereitungszeit für das Reporter-Team, die üblicherweise dazu genutzt wird um notwendige Unterlagen herauszusuchen bzw. vorzubereiten, die eigene Präsentation noch einmal kurz durchzudenken, oder eventuell ein Experiment aufzubauen, welches vorgezeigt werden soll.
Im Anschluss an diese Vorbereitungszeit hat das Reporter-Team maximal zwölf Minuten Zeit um seine Lösung zu präsentieren. In welcher Form genau diese Präsentation erfolgt bleibt dem Reporter-Team selbst überlassen, es gibt keine Vorgaben.
Nach dem Vortrag des Reporters hat das Opponent-Team die Gelegenheit einige Fragen zu stellen, um Unklarheiten zu beseitigen. Danach geht das Wort (ebenfalls nach einer kurzen Vorbereitungszeit) an den Opponent, welcher nun die Gelegenheit hat die seiner Meinung nach positiven und negativen Aspekte der Präsentation des Reporters darzustellen.
Dieser Kritik-Rede des Opponenten folgt eine gleichberechtigte Diskussion zwischen Reporter und Opponent, in der sowohl der Reporter die Gelegenheit hat auf die Kritik des Opponent zu reagieren als auch dieser umgekehrt weitere Kritik und Fragen anbringen kann.
Anschließend an die Diskussion erhält das dritte Team, das Reviewer-Team, die Gelegenheit beiden anderen Teams erst klärende Fragen zu stellen, um dann nach kurzer Vorbereitungszeit ebenfalls das Wort zu ergreifen und die positiven und negativen Aspekte der beiden anderen Teams noch einmal hervorzuheben.
Am Ende hat noch einmal der Reporter das Wort und kann einige abschließende Bemerkungen anbringen.
Zu guter Letzt haben auch noch die Juroren die Möglichkeit Fragen an alle drei Teams zu richten. Danach bewerten die Juroren die Leistungen der Teams in der aktuellen Stage. Die Bewertung bildet den Abschluss der Stage.
In Fights mit vier Teams gibt es zusätzlich zu Reporter, Opponent und Reviewer auch noch das Observer-Team. Dieses nimmt jedoch nicht aktiv am Geschehen teil, sondern beobachtet nur. Natürlich wird das Observer-Team daher auch nicht bewertet. Der einzige Sinn des Observer-Teams ist es, Gruppen mit vier Teams zu ermöglichen, falls die Gesamtzahl an Teams kein Vielfaches von drei ist.
Nach einer Pause wird mit der nächsten Stage fortgefahren, wobei die Teams die Rollen so lange durchwechseln, bis jedes Team einmal Reporter, einmal Opponent und einmal Reviewer (bzw. bei Vierer-Gruppen auch einmal Observer) war.
Darüber hinaus gibt es noch einige erwähnenswerte Details:
- Die gesamte Kommunikation zwischen den Teams und der Jury läuft auf Englisch ab.
- Die Team-Mitglieder dürfen während des Fights nicht mit Außenstehenden (z. B. dem Team-Leader) sprechen.
- Ansonsten sind aber alle Hilfsmittel (Bücher, Laptops, Notizen, …) erlaubt.
- Nur jeweils ein Team-Mitglied übernimmt während einer Stage die aktive Rolle als Reporter, Opponent oder Reviewer. Das bedeutet, dass grundsätzlich diese eine Person während der gesamten Stage für das Team spricht und die anderen Team-Mitglieder nur kurze Kommentare machen dürfen, bzw. bei der Präsentation oder bei Experimenten assistieren dürfen.
- Während eines Fights darf ein einzelnes Team-Mitglied nur höchstens 2× aktiv werden. In anderen Worten: Es ist nicht erlaubt, dass dasselbe Team-Mitglied aktiv als Reporter, Opponent und Reviewer auftritt.

### Das Finale
Die drei bestgereihten Teams nach den fünf Selective Fights nehmen am Finale teil. Dieses läuft prinzipiell genau gleich ab wie ein Selective Fight. Es gibt nur zwei kleine Unterschiede:
- Jedes Team wählt die Aufgabe, die es präsentieren möchte selbst aus.
- Jedes Team-Mitglied darf nur 1× (anstatt 2× wie in den Selective Fights) aktiv als Reporter, Opponent oder Reviewer auftreten.

Das beste Team im Finale ist das Sieger-Team. Die beiden anderen Finalisten teilen sich Platz 2. Der 3. Preis geht an alle Teams, die eine gewisse (vom Organisationskomitee festgesetzte) Mindest-Anzahl an Punkten erreicht haben.

## Teams
Jedes eingeladene Land entsendet ein Team. Bis zum Jahr 2007 galt eine Ausnahmeregelung, die es dem Gastgeberland erlaubte zwei Teams antreten zu lassen. Die Teams bestehen aus jeweils fünf Schülern weiterführender Schulen (keine Universitäten), wobei ein Schüler (Captain) das Team während der Physics Fights anführt. Jedes Team wird durch zwei Lehrer (genannt „Teamleader“) betreut.
Das deutsche Team wird seit dem Jahr 2013 durch das German Young Physicists’ Tournament gebildet.
In Österreich und der Schweiz wird die Nationalmannschaft durch ein Qualifikationsturnier, das Austrian Young Physicists’ Tournament respektive Swiss Young Physicists’ Tournament bestimmt. Das Russische Turnier junger Physiker besteht seit 1975.

## Jury
Die Jury wird vom Gastgeberland nominiert und organisiert, wobei Betreuer von Teams als Mitglieder der Jury eingesetzt werden, allerdings nicht in den Gruppen, in denen ihr eigenes Team antritt. Die Juroren vergeben Noten, die je nach Aufgabe der Teams eine unterschiedliche Gewichtung haben.

## Austragungsorte
- 1988–1991  Moskau, Sowjetunion
- 1992  Moskau, Russland
- 1993  Protvino, Russland
- 1994  Groningen, Niederlande
- 1995  Spała, Polen
- 1996  Kutaissi, Georgien
- 1997  Cheb, Tschechische Republik
- 1998  Donaueschingen, Deutschland (Webseite)
- 1999  Wien, Österreich (Webseite)
- 2000  Budapest, Ungarn (Webseite)
- 2001  Espoo, Finnland
- 2002  Odessa, Ukraine
- 2003  Uppsala, Schweden (Webseite)
- 2004  Brisbane, Australien (Webseite)
- 2005  Winterthur, Schweiz (Website)
- 2006  Bratislava, Slowakei (Website)
- 2007  Seoul, Korea (Website)
- 2008  Trogir, Kroatien (Website)
- 2009  Tianjin, China
- 2010  Wien, Österreich (Website)
- 2011  Teheran, Iran (Website)
- 2012  Bad Saulgau, Deutschland (Website)
- 2013  Taipei, Taiwan (Website)
- 2014  Shrewsbury, England (Website)
- 2015  Nakhon Ratchasima, Thailand (Website)

## Gewinner
| Jahr | Gewinner                   | 2. Platz                |
| ---- | -------------------------- | ----------------------- |
| 1989 | Westdeutschland, Bulgarien |                         |
| 1990 | Sowjetunion                |                         |
| 1991 | Ungarn                     |                         |
| 1992 | Belarus, Tschechoslowakei  |                         |
| 1993 | Georgien                   | Ukraine, Ungarn         |
| 1994 | Tschechien, Russland       | Georgien                |
| 1995 | Deutschland, Ungarn        | Ungarn                  |
| 1996 | Tschechien                 | Deutschland, Georgien 2 |
| 1997 | Ungarn, Tschechien         | Belarus                 |
| 1998 | Tschechien                 | Deutschland 2, Polen    |
| 1999 | Deutschland                | Georgien, Österreich 1  |
| 2000 | Polen 2                    | Deutschland, Russland   |
| 2001 | Slowakei                   | Australien, Deutschland |
| 2002 | Polen                      | Belarus                 |
| 2003 | Deutschland                | Korea, Polen            |
| 2004 | Polen                      | Deutschland, Slowakei   |
| 2005 | Deutschland                | Belarus, USA            |
| 2006 | Kroatien                   | Korea, Deutschland      |
| 2007 | Australien                 | Korea, Neuseeland       |
| 2008 | Deutschland                | Kroatien, Neuseeland    |
| 2009 | Korea                      | Österreich, Neuseeland  |

Beginnend mit dem IYPT im Jahr 2010 wurden neue Regeln bezüglich der Endplatzierungen eingeführt.
| Jahr | Gewinner, Goldmedaille, 1. Preis | Goldmedaille, 1. Preis               | Silbermedaille, 2. Preis                           | Bronzemedaille, 3. Preis                                        |
| ---- | -------------------------------- | ------------------------------------ | -------------------------------------------------- | --------------------------------------------------------------- |
| 2010 | Singapur                         | Österreich, Neuseeland, Korea        | Deutschland, Taiwan, Iran, Australien, Slowakei    | China, Schweden, Kroatien                                       |
| 2011 | Korea                            | Österreich, Deutschland              | Taiwan, Iran, Slowakei, Singapur                   | Belarus, Schweden, Polen                                        |
| 2012 | Korea                            | Iran, Singapur                       | Belarus, Deutschland, Taiwan, Schweiz, Österreich  | Slowakei, Brasilien, Georgien, Russland, Neuseeland, Frankreich |
| 2013 | Singapur                         | Korea, Schweiz                       | Polen, Slowakei, Neuseeland, Brasilien, Österreich | Deutschland, Volksrepublik China, Schweden, Bulgarien, Taiwan   |
| 2014 | Singapur                         | Slowakei, Polen, Volksrepublik China | Korea, Neuseeland, Taiwan, Russland, Deutschland   | Österreich, Schweden, Vereinigtes Königreich, Belarus, Schweiz  |